# Volo TAT 230
Il volo TAT 230 era un volo di linea da Nancy, in Francia, all'aeroporto di Parigi Orly che si schiantò il 4 marzo 1988, vicino a Fontainebleau. Tutti a bordo persero la vita.

## L'incidente
L'aereo, un Fairchild FH-227, decollò dall'aeroporto di Nancy-Essey alle 5:53 ora locale e salì a 14.000 piedi, l'altitudine di crociera del volo. Alle 6:26, l'aereo, ora vicino a Parigi, scese a quota 9.000 piedi e poi a 7.000. Poco dopo, il volo scese fino a 6.000 piedi, poi non si seppe più niente. L'aereo sembrava aver subito un malfunzionamento elettrico. Dopo aver perso il controllo, il velivolo scese rapidamente, colpendo le linee elettriche e cadendo a terra. Nessun sopravvissuto.

## Le indagini
I risultati dell'indagine mostrarono che in condizioni meteorologiche avverse, il Fairchild FH-227 che operava il volo subì un malfunzionamento elettrico e l'aereo cadde con il muso in giù. Il comitato non riuscì a trovare una probabile causa del perché ciò sia accaduto. L'ipotesi accettata è che il malfunzionamento elettrico abbia causato la perdita del riferimento di assetto e la disconnessione dell'autopilota, portando l'aeromobile a picchiare ad alta velocità.
In assenza di un orizzonte indipendente, l'equipaggio non disponeva di alcun riferimento di assetto utilizzabile mentre l'aereo stava picchiando ad alta velocità, contribuendo così all'incidente.

## Incongruenza
C'è una discrepanza nel numero di persone morte sul volo TAT 230. Il rapporto ufficiale elenca 23 persone, mentre un memoriale vicino al luogo dell'incidente ne elenca 24. Una donna morta a bordo era incinta.